# Куначество
Куна́чество — традиционная система постоянных дружеских отношений и взаимопомощи между мужчинами из разных поселений, распространённая у народов Кавказа. Мужчина, вступающий в такие отношения, называется словом куна́к.

## Понятие
Классическое куначество основано на равноправной дружбе и близко по смыслу к побратимству. Человек может в любой момент приехать к своему кунаку и вправе рассчитывать на любую необходимую помощь. Кунаки могут оказывать друг другу регулярную хозяйственную помощь: например, в работе на полях — приезжая из родного села, где работа ещё не начинается. Они часто обменивались подарками и могли давать детям имена в честь друг друга, приглашали друг друга на свадьбы членов семьи. Куначеская связь сохранялась между людьми навсегда и передаётся потомственно. Мужчина мог взять под опеку ребёнка своего кунака в случае его смерти или помогать ему в хозяйстве. Большое количество кунаков в разных поселениях являлось знаком высокого социального статуса и уважения в обществе.
Куначество связано с традициями гостеприимства. В Дагестане, если человек приезжал в чужое село, он должен был заехать в гости к своему кунаку и при необходимости мог остаться ночевать в его доме. Если в одном селе кунаков несколько, главным из них считается тот, с кем человек завёл дружбу первым — по правилам приличия, в случае приезда в это место первый визит нужно нанести именно ему. Тем не менее, чтобы не обременять его семью, после формального визита человек зачастую переходил в дом к другому кунаку, оставляя у первого вещи и лошадь. Беспричинный отказ принять кунака в своего доме считался крайне неприличным. В богатых и знатных домах встреча кунаков, особенно из далёких земель, могла сопровождаться торжествами с музыкантами и танцовщицами.
В богатых домах могла существовать кунацкая — отдельная комната или небольшая пристройка, в которой ночевали кунаки. Когда гостей не было, помещение использовалось как «мужская комната» — место для совместного досуга мужчин. У некоторых народов Дагестана женщина вообще не имела права войти в кунацкую. Таких «комнат» или «домов» в крупном селе могло быть несколько штук.
Кунаками обычно становились жители разных поселений или народов. Эта социальная практика способствовала развитию социальных и экономических связей между народами по всему Кавказу. До и во время Кавказской войны кунаками коренным жителям Северного Кавказа могли становиться терские казаки, служащие царской армии и другие русские жители. По предположению этнографа Сакинат Гаджиевой, во времена первобытно-общинного строя институт куначества способствовал безопасности межэтнических контактов, так как обычай обязывал кунаков обеспечивать полную безопасность друг друга.
В XVIII—XIX веках, с развитием феодальных зависимостей у народов Дагестана, институт куначества претерпел изменения. В некоторых регионах Дагестана ситуация сложилась таким образом, что феодал мог «выбрать» одного из жителей подчинённого ему поселения как своего кунака, и тот был обязан обеспечить его ночлегом и пищей. У абхазо-адыгских народов существовала практика «отдаваться в канаки», в котором «канаком» назывался человек, который просит у феодала неприкосновенности и посредничества в конфликте.

## Название
Слово «кунак», по-видимому, имеет тюркское происхождение и связано с тюркскими народами Северного Кавказа. В русских источниках XVIII века встречаются различные написания этого слова: «канак», «конак» и «кунак», с преобладанием первого варианта. В более позднее время написание «кунак» постепенно вытеснило другие. По замечанию историка Евгении Налоевой, слова «канак» и «конак», встречающиеся в русских документах на северо-западном Кавказе, могут означать особую форму связей, не связанную с институтом куначества на восточном Кавказе. Она предложила возводить эти слова к адыгскому слову къанакӏуэ (с адыг. — «идущий в опекуны»).  кунак или конак- в прямом переводе с казахского или другого тюркского языка- гость. Это достоверная этимология.